# محفظة غائرة
المحفظة الغائرة هي بينة من المادة البيضاء تقع في الجزء السفلي الإنسي في كل من نصفي الكرة المخية في الدماغ. تفصل المحفظة الغائرة النواة الذنبية والمهاد عن البطامة والكرة الشاحبة. تحتوي المحفظة الغائرة غلى الألياف القادمة من والذاهبة إلى القشرة المخية.
يشكل السبيل القشري النخاعي جزءاً كبيراً من المحفظة الغائرة، حاملاً المعلومات من القشرة الحركية الرئيسية إلى العصبونات الحركية السفلية الموجودة في الحبل الشوكي. فوق مستوى العقد القاعدية، يشكل السبيل القشري النخاعي جزءا من الإِكْليلُ المُتَشَعِّع (corona radiata) وتحت العقد القاعدية يطلق عليه (crus cerebri) وهي جزء من السويقة الدماغية. وتحت الجسر أو قنطرة فارول يشار إليه بالسبيل القشري النخاعي.

## التركيب
المحفظة الغائرة تأخذ شكل حرف V في المستوى الأفقي عند قطعها أفقيا:
•الانثناءة تسمى بالركبة.
•الساق الأمامية أو الطرف الأمامي للمحفظة الغائرة وهو الجزء أمام الركبة ويقع بين رأس النواة المذنبة والنواة العدسية.
•الساق الخلفية أو الطرف الخلفية وهو الجزء وراء الركبة يقع بين المهاد والنواة العدسية.
•الجزء خلف العدسة (retrolenticular portion) يحمل التشعع البصري ويعرف أيضا بالسبيل الرُّكْبِيُّ المِهْمازِيّ.
•الجزء تحت العدسة (sublenticular portion) يحمل السبل المشاركة في المسار السمعي القادمة من كل من النواة الركبية الأنسية والقشرة السمعية الرئيسية ( مناطق برودمان 41,42).

### الركبة
الركبة هي ثنية المحفظة الغائرة. تتكون من ألياف السبل القشرية النووية. تسمى الألياف في هذة المنطقة ب«الألياف الركبية». تنشأ في الجزء الحركي من القشرة الدماغية. يحدث التصالب بعد أن تمر الألياف لأسفل خلال قاعدة السويقة الدماغية مصاحَبَة بالألياف الدماغية النخاعية وتنتهي في النوى الحركية للأعصاب القحفية. تحتوي على السبيل القشري البصلي الذي يحمل العصبونات الحركية العلوية من القشرة المخية لنوى الأعصاب القحفية التي تضمن أساساً حركة العضلات المخططة في الرأس والوجه.

### الساق الأمامية
تحتوي الساق الأمامية للمجفظة الغائرة على الآتي:
- ألياف عابرة من المهاد للفص الجبهي
- ألياف تصل بين النواتين العدسية والذنبية.
- ألياف تصل بين القشرة المخية والجسم المخطط.
- وألياف عابرة من الفص الجبهي خلال الخمس الإنسي من قاعدة السويقة المخية للنوى الجسرية.

### الساق الخلفية
تسمى أيضا بالجزء القذالي
يحتوي الثلتين الأماميين للجزءالقذالي على ألياف من السبيل القشري النخاعي والتي تنشأ في المنطقة الحركية من القشرة المخية ثم تهبط لأسفل مارة خلال الثلاثة أخماس الوسطى من قاعدة السويقة الدماغية ثم تستمر في أهرامات النخاع المستطيل.
الثلث الخلفي من الجزء القذالي يحتوي على:
1. ألياف حسية الجزء الأكبر مستمد من المهاد على الرغم من أن بعض الألياف تستمر في الصعود لأعلى من ال
2. ألياف التشعع البصري من المراكز البصرية السفلية لقشرة الفص القذالي .
3. ألياف سمعية من الفتيل الوحشي للفص الصدغي ; و
4. ألياف من الفصين الصدغي والقذالي للنوى الجسرية.

### الامداد الدموي
الأجزاء العلوية لكل من الساقين الامامية والخلفية والركبة للمحفظة الغائرة تُمد بالشرايين العدسية المخططية والتي هي أفرع من الشريان الدماغي الأوسط.
النصف السفلي من الساق الأمامية للمحفظة الغائرة يمد عن طريق شريان هوبنر الراجع (recurrent artery of heubner) أحد أفرع الشريان الدماغي الأمامي.
النصف السفلي من الساق الخلفية للمخفظة الغائرة يمد عن طريق شريان المشيمية الأمامي أحد أفرع الشريان السباتي الغائر.
كما هو الحال في أجزاء كثيرة من الجسم، يوجد قدر من التباين في الإمداد الدموي . على سبيل المثال، شرايين thalamoperforators، إحدى فروع الشريان القاعدي ، في بعض الأحيان تزود النصف السفلي من الساق الخلفية. يقول كتاب التشريح الإكلينيكي «إليس» أن الشريان الدماغي الخلفي يمد أيضاً الجزء الخلفي من المحفظة الغائرة.

## الوظيفة
تعمل المحفظة الغائرة من الأمام للخلف.
- تحتوي الياق الأمامية للمحفظة الغائرة على الآتي:

1) ألياف جبهية جسرية تبرز من القشرة الجبهية للجسر
2) ألياف مهادية قشرية (جزء من التشعع المهادي القشري) تصل النوى الأمامية والإنسية للمهاد بالفص الجبهي ( يتم قطعها أثناء بضع الفص الجبهي).
- تحتوي الركبة على ألياف قشرية بصلية والتي تسير بين القشرة المخية وجذع الدماغ.
- تحتوي الساق الخلفية على ألياف قشرية نخاعية، ألياف حسية (تشمل الفتيل الإنسي والسبيل النخاعي المهادي) من الجسم وألياف قشرية بصلية محدودوة.

ألياف أخرى تحتويها المحفظة الغائرة:
الجزء الخلفي للعدسة

## الأهمية الإكلينيكية
الشرايين العدسية المخططة تمد كمية كبيرة من الكبسولة الداخلية. هذه الأوعية الصغيرة معرضة بشكل خاص للتضييق في حالة ارتفاع ضغط الدم المزمن ويمكن أن يؤدي إلى، احتشاءات صغيرة في حجم النقط أو نزيف intraparenchymal بسبب تمزق الأوعية.

## صور إضافية

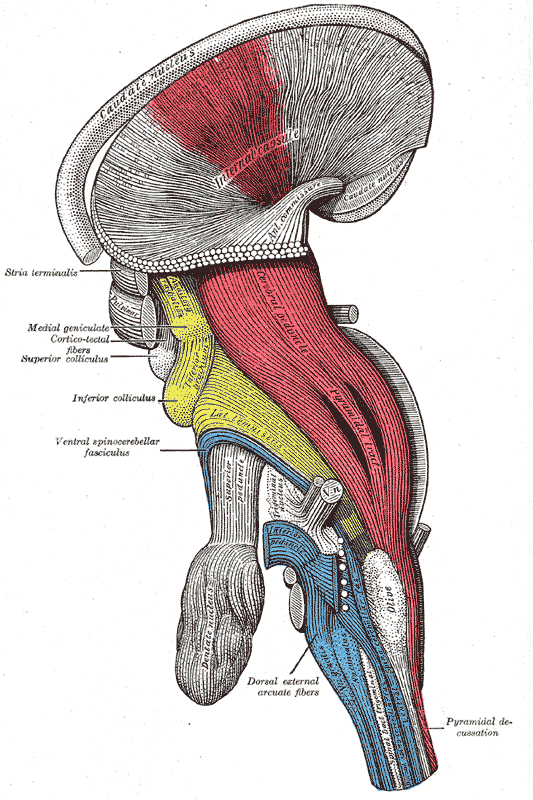
تشريح عميق لجذع الدماغ. منظر جانبي.
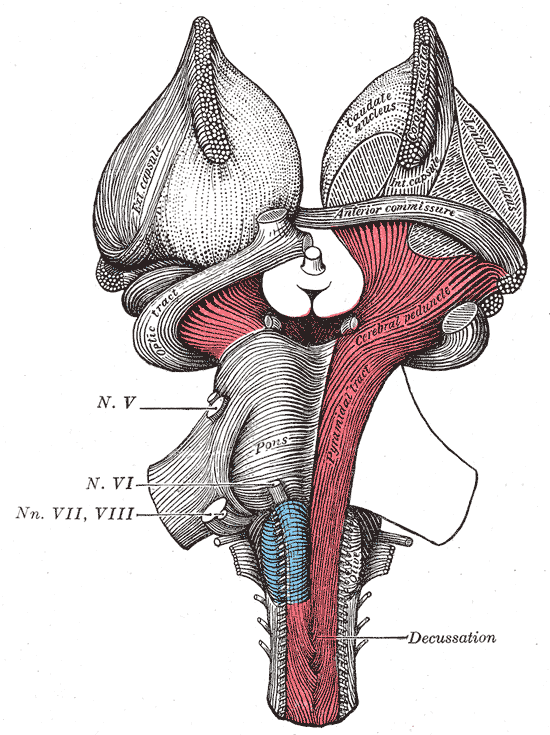
تشريح سطحي لجذع الدماغ. منظر بطناني.
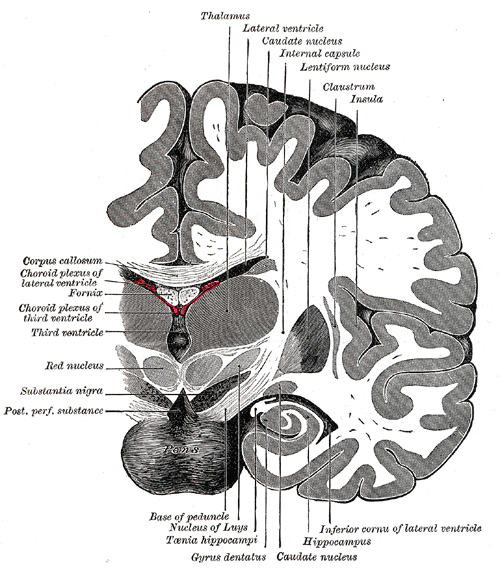
مقطع تاجي في الدماغ مباشرة أمام الجسر.
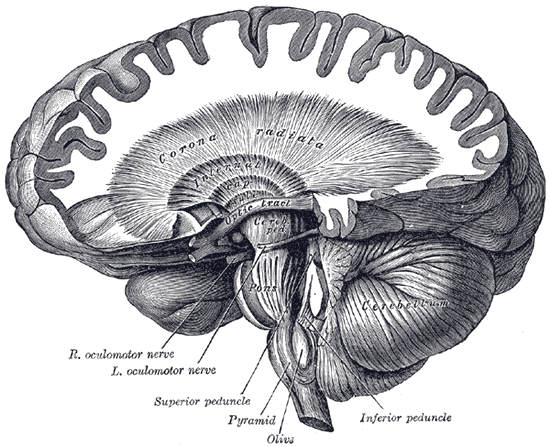
تشريح يبين مسار الألياف الدماغية النخاعية.
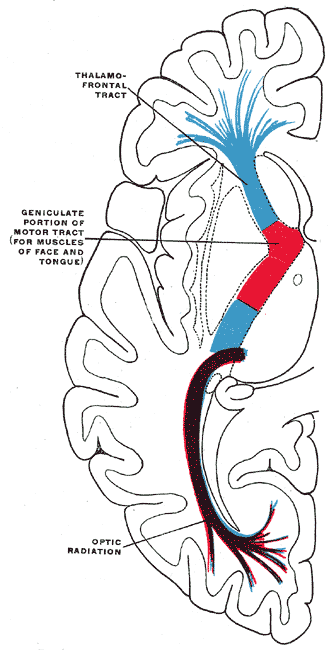
رسم توضيجي يبين السُبل في المحفظة الغائرة.